# Béziers Volley 2018-2019
Questa voce raccoglie le informazioni riguardanti il Béziers Volley nelle competizioni ufficiali della stagione 2018-2019.

## Organigramma societario
Area direttiva
- Presidente: Bernard Fages

Area tecnica
- Allenatore: Rouald Bainvel
- Allenatore in seconda: Romuald Bainvel

## Rosa
| N° | Nome               | Ruolo | Data di nascita   | Nazionalità sportiva |
| -- | ------------------ | ----- | ----------------- | -------------------- |
| 1  | Amélie Lautric     | C     | 1º maggio 1996    | Francia              |
| 2  | Yeisy Soto         | C     | 7 aprile 1996     | Colombia             |
| 3  | Siham Vingerder    | P     | 5 settembre 2000  | Francia              |
| 4  | Zoé Greatti        | C     | 22 maggio 2000    | Francia              |
| 4  | Sara Romati        | L     | 5 ottobre 2002    | Francia              |
| 5  | Nicole Edelman     | P     | 14 aprile 1994    | Stati Uniti          |
| 6  | Yasmina Tangaty    | S     | 23 marzo 1999     | Francia              |
| 7  | Keylla Fabrino     | P     | 13 maggio 1986    | Brasile              |
| 8  | Chloé Once         | L     | 30 marzo 1998     | Francia              |
| 9  | Clara Martin       | S     | 27 febbraio 1999  | Francia              |
| 10 | Janisa Johnson     | S     | 22 settembre 1991 | Stati Uniti          |
| 11 | Jade Sanou         | S     | 8 novembre 1999   | Francia              |
| 12 | Malina Terrell     | O     | 12 marzo 1992     | Stati Uniti          |
| 13 | Pilar Victoriá     | S     | 11 ottobre 1995   | Porto Rico           |
| 14 | Luiza Ungerer      | L     | 14 gennaio 1988   | Brasile              |
| 15 | Daniela Öhman      | C     | 16 marzo 1997     | Finlandia            |
| 16 | Juliette Fidon     | S     | 28 ottobre 1996   | Francia              |
| 17 | Déborah Lafalize   | P     | 8 settembre 1999  | Belgio               |
| 18 | Alexandra Rochelle | L     | 14 dicembre 1983  | Francia              |
| 20 | Marie Centelles    | C     | 11 gennaio 1996   | Francia              |